# Bironella hollandi
Bironella hollandi är en tvåvingeart som beskrevs av Taylor 1934. Bironella hollandi ingår i släktet Bironella och familjen stickmyggor. Inga underarter finns listade i Catalogue of Life.